# Themístocles Sampaio
Themístocles de Sampaio Pereira (Esperantina, 12 de novembro de 1921 – Teresina, 24 de maio de 2013) foi um funcionário público, contador, advogado, notário e político brasileiro, que exerceu dois mandatos de deputado estadual e dois mandatos de deputado federal pelo Piauí.

## Dados biográficos
Filho de José Luís Pereira e Santilha de Sampaio Pereira. Começou a trabalhar ao lado de seus pais ora como ajudante de padeiro ou na condição de vendedor de bolos e doces feitos por sua mãe, além de trabalhar como trabalhador rural e ajudante de mercearia. Estudou até a terceira série do ensino fundamental em Esperantina e seguiu rumo a Teresina onde trabalhou num curtume e foi comerciário sendo aprovado no exame de admissão da antiga Escola Técnica de Comércio do Piauí para o curso de Ciências Contábeis transferindo-se para o Rio de Janeiro por razões de saúde concluindo seus estudos na Escola Superior de Comércio do Rio de Janeiro. De volta a sua cidade natal estabeleceu-se como comerciante porém abandonou suas atividades em razão de novo problema de saúde, o que o fez retornar a capital fluminense. Com a saúde restabelecida, passou a residir em Teresina e a trabalhar como contador do Imposto de Renda e fiscal ao antigo Instituto Nacional de Previdência Social (INPS). A seguir bacharelou-se em Direito pela Universidade Federal do Piauí, atuando como advogado.
Seu ingresso na política se deu no PSD sendo eleito vereador em Esperantina em 1948, chegando à presidência da Câmara Municipal migrando depois para o PTB ao lado do médico João Emílio Falcão Costa e foi eleito deputado estadual em 1962. No irromper do Regime Militar de 1964 teve o mandato cassado em 8 de maio tendo que retornar a Esperantina visto que foi impedido de exercer suas atividades profissionais sendo impedido inclusive de tomar posse em cargo obtido via concurso público. Em seu lugar foi efetivado José Gil Barbosa.
Decorridos dez anos de sua punição foi eleito suplente de deputado estadual pelo MDB em 1974 sendo reconduzido ao legislativo estadual em 1978 migrando para o PMDB com o fim do bipartidarismo e em 1982 foi de novo suplente de deputado estadual. Nomeado Secretário Municipal de Serviços Urbanos na segunda administração de Wall Ferraz na Prefeitura de Teresina e ao deixar o cargo foi eleito suplente de vereador em 1988 na capital piauiense. A partir dos anos noventa passou a disputar uma cadeira na Câmara dos Deputados figurando suplente em 1990 e 1994. Diretor-geral do Departamento Estadual de Trânsito do Piauí (DETRAN/PI) no primeiro governo Mão Santa, foi alvo de acusações de malversação do dinheiro publico[carece de fontes?] por parte do deputado estadual Wellington Dias. Eleito deputado federal em 1998 e suplente em 2002. Último colocado na eleição para prefeito de Esperantina em 2004, foi suplente de deputado federal após as eleições de 2006 sendo efetivado em 2009, após a morte de Alberto Silva.
Pai dos também políticos Themístocles Filho e Marllos Sampaio, faleceu em Teresina vítima de pneumonia.